# Józef Dziech
Józef Dziech (ur. 1 marca 1891 w Mazańcowicach, zm. 28 grudnia 1957 w Poznaniu) – polski filolog klasyczny, specjalność naukowa: hellenistyka, latynistyka, oficer Legionów Polskich i Wojska Polskiego.

## Życiorys[2]
Urodził się w Mazańcowicach koło Bielska-Białej, w rodzinie Józefa, tkacza, i Marii z domu Londzin . Świadectwo dojrzałości z odznaczeniem uzyskał 4 lipca 1910 w c. k. Gimnazjum Polskim w Cieszynie, następnie studiował na Wydziale Filozoficznym Uniwersytetu Jagiellońskiego filologię klasyczną (1910–1914).
Po wybuchu I wojny wstąpił do Legionów Polskich i został przydzielony do 4. kompanii I batalionu 1 Pułku Piechoty. Po reorganizacji walczył w szeregach 2. kompanii I batalionu 5 Pułku Piechoty. 1 kwietnia 1917 został mianowany chorążym rachunkowym. Pełnił wówczas służbę w Komendzie Placu i Stacji Zbornej w Lublinie. W lipcu 1917, po kryzysie przysięgowym, wstąpił do Polskiego Korpusu Posiłkowego . W tym samym roku został odznaczony Srebrnym Medalem Waleczności. W latach 1918–1921 służył w 6. Armii w stopniu kapitana. 11 kwietnia 1921 został przeniesiony do rezerwy. W 1922 posiadał przydział w rezerwie do Wojskowego Okręgowego Zakładu Gospodarczego Nr VI we Lwowie, a od następnego roku do Okręgowego Zakładu Gospodarczego Nr VII w Poznaniu. 8 stycznia 1924 został zatwierdzony w stopniu kapitana ze starszeństwem z 1 czerwca 1919 i 4. lokatą w korpusie oficerów administracji, dział gospodarczy. Później, w tym samym stopniu i starszeństwie, został przeniesiony do korpusu oficerów intendentów.
W latach 1918–1921 studiował prawo na Uniwersytecie Jana Kazimierza we Lwowie, a w roku akademickim 1922/1923 na Uniwersytecie Jagiellońskim. 12 czerwca 1920 r. został doktorem filozofii na Wydziale Filozoficznym Uniwersytetu Jana Kazimierza we Lwowie, a 1 sierpnia 1921 starszym asystentem przy Seminarium Filologii Klasycznej Uniwersytetu Poznańskiego. Po przeprowadzonej w roku 1925 habilitacji objął Katedrę Latynistki jako zastępca profesora, a od roku 1930 – jako profesor nadzwyczajny filologii klasycznej. 
Pracę naukową rozpoczął w roku 1919 od publikacji z dziedziny patrystyki, w dalszych latach publikował artykuły naukowe dotyczące literatury rzymskiej różnych okresów, poetów polsko-łacińskich, a także – komparatystyki literackiej. W kwietniu 1945, wrócił po przerwie wojennej do pracy dydaktycznej i naukowej kierując Katedrą Filologii Klasycznej.
Ostatnie lata życia poświęcił badaniom wiedzy starożytnych Greków o Indiach, których rezultaty ogłaszał w artykułach w „Eos” i referatach wygłaszanych na zebraniach poznańskiego koła Polskiego Towarzystwa Filologicznego oraz Walnym Zgromadzeniu PTF. Niezależnie od własnych publikacji, często dzielił się swą obszerną wiedzą z innymi, służąc im radą i pomocą.

## Stopnie i tytuły naukowe
- 1914: magister,
- 1920: doktor filozofii (Uniwersytet Jana Kazimierza we Lwowie),
- 1921: starszy asystent przy Seminarium Filologii Klasycznej Uniwersytetu Poznańskiego,
- 1925: habilitacja i kierownictwo Katedry Latynistki (jako zastępca profesora),
- 1930: profesor nadzwyczajny filologii klasycznej,
- od 1945 kierował Katedrą Filologii Klasycznej[2].

## Nagrody i odznaczenia
- Krzyż Niepodległości – 16 marca 1937 „za pracę w dziele odzyskania niepodległości”[9]
- Krzyż Walecznych[3]
- Brązowy i Srebrny Medal za Długoletnią Służbę (1938 i 1939),
- Medal Zwycięstwa i Wolności 1945,
- Medal 10-lecia Polski Ludowej (1955),
- Srebrny Medal Waleczności (1917)[2].

## Publikacje (wybór)[2]
- De Hieronymi epitaphiorum exemplaribus, Lwów 1921.
- De Gregorio Nazianzeno diatribae quae dicitur alumno – lucubratio prima de locis a diatriba oriundis, PTPN, Prace Komisji Filologicznej, Poznań 1925 (praca habilitacyjna).
- Słowacki w pieśniach Nadsona – Ojciec zadżumionych a Beduin Nadsona, Poznań 1928.

## Źródła
- Lista starszeństwa oficerów Legionów Polskich w dniu oddania Legionów Polskich Wojsku Polskiemu (12 kwietnia 1917). Komenda Legionów Polskich, 1917.
- Alfabetyczny spis oficerów rezerwy. Warszawa: Ministerstwo Spraw Wojskowych, 1922-05-01.
- Rocznik Oficerski 1923. Warszawa: Ministerstwo Spraw Wojskowych, 1923.
- Rocznik Oficerski Rezerw 1934. Biuro Personalne Ministerstwa Spraw Wojskowych, 1934.
- J. Wikarjak, Józef Dziech (1891–1957), „Eos” LI/1 (rok?), 7–10.
- J. Wikarjak, Filologia Klasyczne w Uniwersytecie Poznańskim w okresie sześćdziesięciolecia 1919– 1979, „Symbolae Philologorum Posnaniensium” V, 5–30.
- Piotr Stępień, Elżbieta Wesołowska, Teodozja Wikarjak, Od Hammera do Bergera - biogramy pracowników Katedry oraz Instytutu Filologii Klasycznej, [w:] Aetas Aurea Sto lat filologii klasycznej na Uniwersytecie w Poznaniu 1919-2019, Poznań: Wydawnictwo Naukowe UAM, 2018, s. 48-49, ISBN 9788323234364-.
- Żołnierze Niepodległości. Muzeum Józefa Piłsudskiego w Sulejówku. [dostęp 2020-07-17].